# Acrocassis
Acrocassis  (лат.) — род жуков щитоносок (Cassidini) из семейства листоедов.
Эндемики Африки. Тело уплощённое. Голова сверху не видна, так как прикрыта переднеспинкой. Растительноядная группа, питаются растениями, в том числе, вьюнковыми (Convolvulaceae: Ipomoea batatas, Ipomoea cairica, Ipomoea congesta, Ipomoea fistulosa, Ipomoea plebeia, Ipomoea obscura, Merremia hederacea,  Convolvulus farinosus).

## Систематика
- Подрод Acrocassis s. str. (8 видов):
  - Acrocassis flavescens — Кения
  - Acrocassis gibbipennis — Африка
  - Acrocassis intermedia — Ангола
  - Acrocassis roseomarginata — Африка
  - Acrocassis rufula — Африка
  - Acrocassis sudanensis — Африка
  - Acrocassis undulatipennis — Намибия
  - Acrocassis zavattarii — Сомали
- Подрод Bassamia (1):
  - Acrocassis paeminosa — Африка